# 光聚合物
光聚合物（英語：Photopolymer），又名光活化樹脂（Light-activated resin），是指曝光後可以改變屬性的聚合物，通常用以激發這些物質的光都是可見光到紫外線的波段。而所謂的屬性改變通常都是結構上的變化，例如材料曝光發生交聯後硬化等等。如下圖即為一個含有著許多單體、寡聚物以及光引發劑的液體照光後固化成為一個硬化的光聚合物的圖例。在許多的技術領域中都會用到光聚合物，例如瓷漆和亮光漆也是利用光聚合物來使結構硬化。加入了光聚合物的瓷漆可以在數分之一秒內就完成固化，而利用加熱固化的瓷漆卻可能得花上半個多小時來完成這一過程。照光固化的物質也被廣泛運用於醫學、印刷以及光阻等領域。